# 1972年アメリカグランプリ
1972年アメリカグランプリ (英: 1972 United States Grand Prix) は、1972年のF1世界選手権第12戦（最終戦）として、1972年10月8日にワトキンズ・グレン・グランプリレースコースで開催された。
レースは59周で行われ、ポールポジションからスタートしたティレルのジャッキー・スチュワートが優勝した。チームメイトのフランソワ・セベールが2位、マクラーレンのデニス・ハルムが3位となった。後にチャンピオンとなるジョディー・シェクターのデビュー戦である。

## 概要
ワールドチャンピオンの座をエマーソン・フィッティパルディに明け渡したばかりのジャッキー・スチュワートは、レースウィークをポールポジション、優勝、ファステストラップ、全周回トップのグランドスラムで完勝し、北米のレースを席巻したため、王座奪還の意思を主張した。それはスチュワートの通算22勝目であり、チームメイトのフランソワ・セベールとともにティレルは1-2フィニッシュを達成した。セベールの5秒後にマクラーレンのデニス・ハルムが3位でフィニッシュした。

## エントリー
当時としては驚異的な額であった275,000ドルの賞金は、この年最後となるレースで31台のエントリーを集めた。
ロータスはデビッド・ウォーカーとレイネ・ウィセルがエマーソン・フィッティパルディとともに走り、ティレルはパトリック・デパイユに3台目を用意した。マクラーレンはF2のスタードライバーであったジョディー・シェクターのためにスペアカーを用意した。サーティースはスポット参戦する地元出身のサム・ポージーに1台を貸し出し、レギュラーの3人に加えてオーナーのジョン・サーティース自らも走行する。BRMは前戦カナダGP同様4台のエントリーであったが、ビル・ブラックに代わってブライアン・レッドマンが参加する。

### エントリーリスト
| チーム                                             | No. | ドライバー                                | コンストラクター | シャシー | エンジン                         | タイヤ |
| -------------------------------------------------- | --- | ----------------------------------------- | ---------------- | -------- | -------------------------------- | ------ |
| エルフ・チーム・ティレル                           | 1   | ジャッキー・スチュワート                  | ティレル         | 005      | フォード・コスワース DFV 3.0L V8 | G      |
| エルフ・チーム・ティレル                           | 2   | フランソワ・セベール                      | ティレル         | 006      | フォード・コスワース DFV 3.0L V8 | G      |
| エルフ・チーム・ティレル                           | 3   | パトリック・デパイユ                      | ティレル         | 004      | フォード・コスワース DFV 3.0L V8 | G      |
| STP・マーチ・レーシングチーム                      | 4   | ロニー・ピーターソン                      | マーチ           | 721G     | フォード・コスワース DFV 3.0L V8 | G      |
| STP・マーチ・レーシングチーム                      | 5   | ニキ・ラウダ                              | マーチ           | 721G     | フォード・コスワース DFV 3.0L V8 | G      |
| クラーク＝モーダウント＝ガスリー・レーシング       | 6   | マイク・ボイトラー                        | マーチ           | 721G     | フォード・コスワース DFV 3.0L V8 | F      |
| スクーデリア・フェラーリ SpA SEFAC                 | 7   | ジャッキー・イクス                        | フェラーリ       | 312B2    | フェラーリ 001/1 3.0L F12        | F      |
| スクーデリア・フェラーリ SpA SEFAC                 | 8   | クレイ・レガツォーニ                      | フェラーリ       | 312B2    | フェラーリ 001/1 3.0L F12        | F      |
| スクーデリア・フェラーリ SpA SEFAC                 | 9   | マリオ・アンドレッティ                    | フェラーリ       | 312B2    | フェラーリ 001/1 3.0L F12        | F      |
| ジョン・プレイヤー・チーム・ロータス               | 10  | エマーソン・フィッティパルディ            | ロータス         | 72D      | フォード・コスワース DFV 3.0L V8 | F      |
| ジョン・プレイヤー・チーム・ロータス               | 11  | デビッド・ウォーカー                      | ロータス         | 72D      | フォード・コスワース DFV 3.0L V8 | F      |
| ジョン・プレイヤー・チーム・ロータス               | 12  | レイネ・ウィセル                          | ロータス         | 72D      | フォード・コスワース DFV 3.0L V8 | F      |
| マールボロ・BRM                                    | 14  | ピーター・ゲシン                          | BRM              | P160C    | BRM P142 3.0L V12                | F      |
| マールボロ・BRM                                    | 16  | ハウデン・ガンレイ                        | BRM              | P160C    | BRM P142 3.0L V12                | F      |
| マールボロ・BRM                                    | 15  | ブライアン・レッドマン                    | BRM              | P180     | BRM P142 3.0L V12                | F      |
| マールボロ・BRM                                    | 17  | ジャン＝ピエール・ベルトワーズ            | BRM              | P180     | BRM P142 3.0L V12                | F      |
| エキップ・マトラ・スポール                         | 18  | クリス・エイモン                          | マトラ           | MS120D   | マトラ MS72 3.0L V12             | G      |
| ヤードレー・チーム・マクラーレン                   | 19  | デニス・ハルム                            | マクラーレン     | M19C     | フォード・コスワース DFV 3.0L V8 | G      |
| ヤードレー・チーム・マクラーレン                   | 20  | ピーター・レブソン                        | マクラーレン     | M19C     | フォード・コスワース DFV 3.0L V8 | G      |
| ヤードレー・チーム・マクラーレン                   | 21  | ジョディー・シェクター                    | マクラーレン     | M19A     | フォード・コスワース DFV 3.0L V8 | G      |
| チーム・サーティース                               | 22  | ティム・シェンケン 1                      | サーティース     | TS14     | フォード・コスワース DFV 3.0L V8 | F      |
| チーム・サーティース                               | 24  | ジョン・サーティース 1 ティム・シェンケン | サーティース     | TS14     | フォード・コスワース DFV 3.0L V8 | F      |
| ブルックボンド・オクソ・チーム・サーティース       | 23  | マイク・ヘイルウッド                      | サーティース     | TS9B     | フォード・コスワース DFV 3.0L V8 | F      |
| チェラミカ・パニョッシン・チーム・サーティース     | 25  | アンドレア・デ・アダミッチ                | サーティース     | TS9B     | フォード・コスワース DFV 3.0L V8 | F      |
| チーム・ウィリアムズ・モチュール                   | 26  | アンリ・ペスカロロ                        | マーチ           | 721      | フォード・コスワース DFV 3.0L V8 | G      |
| チーム・ウィリアムズ・モチュール                   | 27  | カルロス・パーチェ                        | マーチ           | 711      | フォード・コスワース DFV 3.0L V8 | G      |
| モーターレーシング・ディベロップメンツ・リミテッド | 28  | グラハム・ヒル                            | ブラバム         | BT37     | フォード・コスワース DFV 3.0L V8 | G      |
| モーターレーシング・ディベロップメンツ・リミテッド | 29  | カルロス・ロイテマン                      | ブラバム         | BT37     | フォード・コスワース DFV 3.0L V8 | G      |
| モーターレーシング・ディベロップメンツ・リミテッド | 30  | ウィルソン・フィッティパルディ            | ブラバム         | BT34     | フォード・コスワース DFV 3.0L V8 | G      |
| マルティーニ・レーシングチーム                     | 31  | デレック・ベル                            | テクノ           | PA123/3  | テクノ シリーズP 3.0L F12        | F      |
| マルティーニ・レーシングチーム                     | 32  | ナンニ・ギャリ 2                          | テクノ           | PA123/3  | フォード・コスワース DFV 3.0L V8 | F      |
| ジーン・メイソン・レーシング                       | 33  | スキップ・バーバー                        | マーチ           | 711      | フォード・コスワース DFV 3.0L V8 | F      |
| チャンプカー・インク                               | 34  | サム・ポジー                              | サーティース     | TS9B     | フォード・コスワース DFV 3.0L V8 | F      |
| ソース:                                            |     |                                           |                  |          |                                  |        |

追記
- ^1 - サーティースはTS14をシェンケンに譲り撤退[4]
- ^2 - ギャリはマシンが準備できず欠場[5]

## 予選
雨と冷たい風に悩まされ、金曜日のタイムでグリッドが決定された。スチュワートが1分40秒481のタイムでポールポジションを獲得し、フロントローにピーター・レブソンとデニス・ハルムのマクラーレン勢を従える。スチュワートのチームメイトであるフランソワ・セベールはカルロス・ロイテマンとともに2列目を分け合い、F1デビュー戦のジョディー・シェクターがドライブする3台目のマクラーレンは8番手で、クレイ・レガツォーニ、クリス・エイモンとともに3列目に並ぶ。新チャンピオンのエマーソン・フィッティパルディはマリオ・アンドレッティとともに4列目からスタートする。

グッドイヤータイヤ勢はファイアストンタイヤ勢に対し、予選で1周あたり1.5-2秒の差を付け、かなりのアドバンテージを得ているように見えた。ファイアストンはヨーロッパのレーシング部門を閉鎖しようとしており、ファイアストンタイヤを使用するチームは以前から生産されていた古いタイヤを使用していた。サーティースのマイク・ヘイルウッドを支援するロブ・ウォーカーは、今年最も暑いレースのひとつであるオーストリアGP用に製造されたもので、気温40 °F (4 °C)のグレンでは使えないことに驚きはなかったと語っていた。しかし練習走行後に、供給先の各チームから供給を続けてほしいという要望を受けたため、翌年も参戦を継続するとの電報がアクロンのファイアストン本社から届いた。

ヘイルウッドはサーティース・TS14を試走させたが、あまりしっくり来なかったため従来のTS9Bに乗り換えた。この間、ティム・シェンケンは本来使用するTS9Bをサム・ポージーに引き渡されたため、ピットウォールに座って見守っていた。オーナーのジョン・サーティースは自身のTS14をシェンケンに譲り、決勝出走を断念した。シェンケンは雨の中TS14で予選を走り、予選通過基準の110%を超過したものの決勝出走が許可された。ロニー・ピーターソンはセッション終了が近づいた頃、スリックタイアで試走した際に大クラッシュを喫してマシンは大破したが、ピーターソンのメカニックはすぐに修理に着手した。

### 予選結果
| 順位    | No. | ドライバー                     | コンストラクター      | タイム   | 差      | グリッド |
| ------- | --- | ------------------------------ | --------------------- | -------- | ------- | -------- |
| 1       | 1   | ジャッキー・スチュワート       | ティレル-フォード     | 1:40.481 | -       | 1        |
| 2       | 20  | ピーター・レブソン             | マクラーレン-フォード | 1:40.527 | +0.046  | 2        |
| 3       | 19  | デニス・ハルム                 | マクラーレン-フォード | 1:41.084 | +0.603  | 3        |
| 4       | 2   | フランソワ・セベール           | ティレル-フォード     | 1:41.445 | +0.964  | 4        |
| 5       | 29  | カルロス・ロイテマン           | ブラバム-フォード     | 1:41.692 | +1.211  | 5        |
| 6       | 8   | クレイ・レガツォーニ           | フェラーリ            | 1:41.951 | +1.470  | 6        |
| 7       | 18  | クリス・エイモン               | マトラ                | 1:41.979 | +1.498  | 7        |
| 8       | 21  | ジョディー・シェクター         | マクラーレン-フォード | 1:42.058 | +1.577  | 8        |
| 9       | 10  | エマーソン・フィッティパルディ | ロータス-フォード     | 1:42.400 | +1.919  | 9        |
| 10      | 9   | マリオ・アンドレッティ         | フェラーリ            | 1:42.482 | +2.001  | 10       |
| 11      | 3   | パトリック・デパイユ           | ティレル-フォード     | 1:42.521 | +2.040  | 11       |
| 12      | 7   | ジャッキー・イクス             | フェラーリ            | 1:42.597 | +2.116  | 12       |
| 13      | 30  | ウィルソン・フィッティパルディ | ブラバム-フォード     | 1:42.766 | +2.285  | 13       |
| 14      | 23  | マイク・ヘイルウッド           | サーティース-フォード | 1:43.204 | +2.723  | 14       |
| 15      | 27  | カルロス・パーチェ             | マーチ-フォード       | 1:43.319 | +2.838  | 15       |
| 16      | 12  | レイネ・ウィセル               | ロータス-フォード     | 1:43.543 | +3.062  | 16       |
| 17      | 16  | ハウデン・ガンレイ             | BRM                   | 1:44.075 | +3.594  | 17       |
| 18      | 17  | ジャン＝ピエール・ベルトワーズ | BRM                   | 1:44.240 | +3.759  | 18       |
| 19      | 25  | アンドレア・デ・アダミッチ     | サーティース-フォード | 1:44.279 | +3.798  | 19       |
| 20      | 33  | スキップ・バーバー             | マーチ-フォード       | 1:44.280 | +3.799  | 20       |
| 21      | 6   | マイク・ボイトラー             | マーチ-フォード       | 1:44.369 | +3.888  | 21       |
| 22      | 26  | アンリ・ペスカロロ             | マーチ-フォード       | 1:44.433 | +3.952  | 22       |
| 23      | 34  | サム・ポジー                   | サーティース-フォード | 1:44.525 | +4.044  | 23       |
| 24      | 15  | ブライアン・レッドマン         | BRM                   | 1:44.925 | +4.444  | 24       |
| 25      | 24  | ジョン・サーティース           | サーティース-フォード | 1:45.232 | +4.751  | DNS 1    |
| 26      | 5   | ニキ・ラウダ                   | マーチ-フォード       | 1:45.290 | +4.809  | 25       |
| 27      | 4   | ロニー・ピーターソン           | マーチ-フォード       | 1:46.142 | +5.661  | 26       |
| 28      | 28  | グラハム・ヒル                 | ブラバム-フォード     | 1:46.313 | +5.832  | 27       |
| 29      | 14  | ピーター・ゲシン               | BRM                   | 1:46.599 | +6.118  | 28       |
| 30      | 31  | デレック・ベル                 | テクノ                | 1:47.023 | +6.542  | 29       |
| 31      | 11  | デビッド・ウォーカー           | ロータス-フォード     | 1:50.600 | +10.119 | 30       |
| 32      | 24  | ティム・シェンケン             | サーティース-フォード | 1:57.674 | +17.193 | 31       |
| ソース: |     |                                |                       |          |         |          |

追記
- ^1 - サーティースはマシンをシェンケンに譲り撤退[4]

## 決勝
晴天に恵まれた日曜日のスタートとなったが、各車がグリッドに並ぶ頃には雨が降ってきた。クリス・エイモンはウォームアップセッションでエンジントラブルに見舞われた。エンジンを交換する時間はなく、スペアカーに乗り換えて最後尾グリッドからスタートする。
ジャッキー・スチュワートは好スタートを切り、すぐに後続を引き離し始めた。10番手グリッドからフェラーリのマリオ・アンドレッティが1コーナーのインサイドを駆け上がり、カルロス・ロイテマンのブラバム、ピーター・レブソンのマクラーレンとタイヤをぶつけ合う。アンドレッティは観客の歓喜の中、チームメイトのジャッキー・イクスとクレイ・レガツォーニの後方7位で続いた。ロイテマンはノーズを破損して8位に続き、レプソンはフロントウイングを交換するため1周でピットインした。

スチュワートは1周目でハルムに3秒、2周目で5秒の差を付けた。1周目を終えて3位に浮上したエマーソン・フィッティパルディは、すぐにマシンの調子がおかしいことを悟った。5周目に右リアタイヤがパンクし、2度のタイヤ交換を行っても同じ問題が発生したため、チームはサスペンションのズレに問題があると判断し、E.フィッティパルディはリタイアした。20周目にはスチュワートのリードは20秒となり、この日の焦点は2位争いになることが明らかになった。

E.フィッティパルディが脱落し、ロイテマンが新しいノーズコーンに交換するためピットインを余儀なくされたため、2台目のティレルを走らせるフランソワ・セベールが3位に入り、ハルムに迫ってきた。ジョディー・シェクターはイクスに対し楽々と先行していたが、すぐにロニー・ピーターソンに捕まってしまった。ピーターソンは雨の中行われた前日の予選でマーチを激しくクラッシュさせてしまい、メカニックは当初、修理不可能だと言っていた。26番手からスタートしたピーターソンは、首位を独走するスチュワートを除けば、コース上で最も印象的なドライバーとなった。
レースは約半分を迎え、セベールがハルムをパスして2位、ピーターソンがイクスをパスして5位となった。40周目、突然の雨で1コーナーが濡れてしまった。4番手を快走していたシェクターは、90度の下り坂の右コーナーで滑りやすい路面に巻き込まれてスピンし、バンクに乗り上げてしまう。その間にイクスはピーターソンを抜き返して4位に浮上した。アンドレッティはタイヤの性能に悩んでいたが、ウエット路面でタイヤの状態が良くなり、ペースを上げていった。

最終ラップ、スチュワートがセベールに40秒差をつけてゴールしたところで、イクスのフェラーリが煙を上げ始めた。ピーターソンは彼の横に並び、マシンの後ろで必死に合図を送った。ピーターソンの駆け引きが功を奏し、イクスに0.5秒以上の差を付けて4位を獲得した。

レブソンはアンドレッティとマイク・ヘイルウッドを続けてパスして入賞圏内の6位に浮上していたが、残り5周でイグニッションワイヤーが切れ、彼の輝かしいドライブは幕を閉じた。ヘイルウッドは残り3周でマイク・ボイトラーのスピンに巻き込まれ、これにニキ・ラウダも巻き込まれた。ヘイルウッドはリアサスペンションのリンクを破損してピットに向かったため、アンドレッティが6位に入賞した。
1-2フィニッシュを決めたスチュワートとセベール、そして7位のパトリック・デパイユのティレル勢が揃ってピットインし、チームオーナーのケン・ティレルには当時の最高額となる97,500ドル（当時の為替レートで約3000万円）の賞金が授与された。そしてスチュワートとティレルはドライバーズ及びコンストラクターズの2位を確保した。
スチュワートは北米ラウンドで連勝し、自身4度目のグランドスラムを達成したが、既にE.フィッティパルディのチャンピオン決定後であり後の祭りであった。チームメイトのセベールもベルギーGPと本レースの2位が最高位と精彩を欠いたが、それでもE.フィッティパルディのチームメイトに抜擢されたものの無得点に終わったデビッド・ウォーカーより良く、ウォーカーはわずか1年でF1から去っていった。マクラーレンは最終戦で3位に後退したものの、1勝したハルムとレブソン及びブライアン・レッドマンによりのべ24台の出走で16回の入賞、11回の表彰台と安定感を見せた。一方、12気筒勢は振るわず、フェラーリは連戦連勝の世界メーカー選手権とは違い、速さはあるものの安定感に欠けた。この年からマールボロのスポンサーを受けたBRMだったが、後方寄りに重量物を集めた新車P180の開発に躓き、コンベンショナルなP160を主力とせざるを得ず、チームは下降線をたどっていく。そして、この年のル・マン24時間レースを制したマトラは世界メーカー選手権に専念するためF1から撤退した。

### レース結果
| 順位    | No. | ドライバー                     | コンストラクター      | 周回数 | タイム/リタイア原因      | グリッド | ポイント |
| ------- | --- | ------------------------------ | --------------------- | ------ | ------------------------ | -------- | -------- |
| 1       | 1   | ジャッキー・スチュワート       | ティレル-フォード     | 59     | 1:41:45.354              | 1        | 9        |
| 2       | 2   | フランソワ・セベール           | ティレル-フォード     | 59     | +32.268                  | 4        | 6        |
| 3       | 19  | デニス・ハルム                 | マクラーレン-フォード | 59     | +37.528                  | 3        | 4        |
| 4       | 4   | ロニー・ピーターソン           | マーチ-フォード       | 59     | +1:22.516                | 26       | 3        |
| 5       | 7   | ジャッキー・イクス             | フェラーリ            | 59     | +1:23.119                | 12       | 2        |
| 6       | 9   | マリオ・アンドレッティ         | フェラーリ            | 58     | +1 Lap                   | 10       | 1        |
| 7       | 3   | パトリック・デパイユ           | ティレル-フォード     | 58     | +1 Lap                   | 11       |          |
| 8       | 8   | クレイ・レガツォーニ           | フェラーリ            | 58     | +1 Lap                   | 6        |          |
| 9       | 21  | ジョディー・シェクター         | マクラーレン-フォード | 58     | +1 Lap                   | 8        |          |
| 10      | 12  | レイネ・ウィセル               | ロータス-フォード     | 57     | +2 Laps                  | 16       |          |
| 11      | 28  | グラハム・ヒル                 | ブラバム-フォード     | 57     | +2 Laps                  | 27       |          |
| 12      | 34  | サム・ポジー                   | サーティース-フォード | 57     | +2 Laps                  | 23       |          |
| 13      | 6   | マイク・ボイトラー             | マーチ-フォード       | 57     | +2 Laps                  | 21       |          |
| 14      | 26  | アンリ・ペスカロロ             | マーチ-フォード       | 57     | +2 Laps                  | 22       |          |
| 15      | 18  | クリス・エイモン               | マトラ                | 57     | +2 Laps                  | 7        |          |
| 16      | 33  | スキップ・バーバー             | マーチ-フォード       | 57     | +2 Laps                  | 20       |          |
| 17      | 23  | マイク・ヘイルウッド           | サーティース-フォード | 56     | 接触                     | 14       |          |
| 18      | 20  | ピーター・レブソン             | マクラーレン-フォード | 54     | 電気系統                 | 2        |          |
| NC      | 5   | ニキ・ラウダ                   | マーチ-フォード       | 49     | 規定周回数不足           | 25       |          |
| Ret     | 27  | カルロス・パーチェ             | マーチ-フォード       | 48     | 燃料システム             | 15       |          |
| Ret     | 14  | ピーター・ゲシン               | BRM                   | 47     | エンジン                 | 28       |          |
| Ret     | 16  | ハウデン・ガンレイ             | BRM                   | 44     | エンジン                 | 17       |          |
| Ret     | 11  | デビッド・ウォーカー           | ロータス-フォード     | 44     | エンジン                 | 30       |          |
| Ret     | 30  | ウィルソン・フィッティパルディ | ブラバム-フォード     | 43     | エンジン                 | 13       |          |
| Ret     | 17  | ジャン＝ピエール・ベルトワーズ | BRM                   | 40     | イグニッション           | 18       |          |
| Ret     | 15  | ブライアン・レッドマン         | BRM                   | 34     | エンジン                 | 24       |          |
| Ret     | 29  | カルロス・ロイテマン           | ブラバム-フォード     | 31     | エンジン                 | 5        |          |
| Ret     | 25  | アンドレア・デ・アダミッチ     | サーティース-フォード | 25     | 接触                     | 19       |          |
| Ret     | 24  | ティム・シェンケン             | サーティース-フォード | 22     | サスペンション           | 31       |          |
| Ret     | 10  | エマーソン・フィッティパルディ | ロータス-フォード     | 17     | サスペンション           | 9        |          |
| Ret     | 31  | デレック・ベル                 | テクノ                | 8      | エンジン                 | 29       |          |
| DNS     | 24  | ジョン・サーティース           | サーティース-フォード |        | マシンをシェンケンに譲る |          |          |
| ソース: |     |                                |                       |        |                          |          |          |

優勝者ジャッキー・スチュワートの平均速度
189.079 km/h (117.488 mph)
ファステストラップ
- ジャッキー・スチュワート - 1:41.644 (33周目)

ラップリーダー
太字は最多ラップリーダー
- ジャッキー・スチュワート - 59周 (全周回)

達成された主な記録
- ドライバー
  - 4回目のグランドスラム: ジャッキー・スチュワート - 1971年フランスGP以来で、最後のグランドスラム[11]
  - 初出走/初完走: ジョディー・シェクター
  - 初完走: パトリック・デパイユ - 2戦目[19]
  - 最終出走: デビッド・ウォーカー（英語版）[20]
  - 最終完走: レイネ・ウィセル[21]
  - 最終出走/最終完走: スキップ・バーバー（英語版）[22]
  - 最終出走/唯一の完走: サム・ポージー[23]
  - 最終エントリー: ジョン・サーティース - 決勝に出走せず[24]
- コンストラクター
  - 150戦目の出走: ロータス
  - 最終出走/最終完走: マトラ[25]
- エンジン
  - 200戦目の出走: フェラーリ

## レース後
本レースから2週間後の10月22日に非選手権レースのワールド・チャンピオンシップ・ヴィクトリーレースがブランズ・ハッチで開催され、BRM・P180を駆るジャン＝ピエール・ベルトワーズが優勝した。

## ランキング
|         | 順位 | ドライバー                     | ポイント |
| ------- | ---- | ------------------------------ | -------- |
|         | 1    | エマーソン・フィッティパルディ | 61       |
|         | 2    | ジャッキー・スチュワート       | 45       |
|         | 3    | デニス・ハルム                 | 39       |
|         | 4    | ジャッキー・イクス             | 27       |
|         | 5    | ピーター・レブソン             | 23       |
| ソース: |      |                                |          |

|         | 順位 | コンストラクター      | ポイント |
| ------- | ---- | --------------------- | -------- |
|         | 1    | ロータス-フォード     | 61       |
| 1       | 2    | ティレル-フォード     | 51       |
| 1       | 3    | マクラーレン-フォード | 47 (49)  |
|         | 4    | フェラーリ            | 33       |
|         | 5    | サーティース-フォード | 18       |
| ソース: |      |                       |          |

- 注:  トップ5のみ表示。前半6戦のうちベスト5戦及び後半6戦のうちベスト5戦がカウントされる。ポイントは有効ポイント、括弧内は総獲得ポイント。